# Ба (царство)
Ба (кит. 巴, пиньинь: Bā) — древнекитайское удельное царство периодов Весны и Осени и Сражающихся царств. Ба было уничтожено войсками царства Цинь в 316 году до н. э.. Располагалось преимущественно на севере провинции Сычуань и юго-востоке провинции Хубэй. Его столицей был город Эньши. Народность туцзя, населяющая Эньши-Туцзя-Мяоский автономный округ, происходит от жителей царства Ба.

Царство Ба представляло собой слабую конфедерацию самостоятельных кланов, сконцентрировавшихся вокруг царя. Кланы сильно отличались друг от друга и были разными по этническому составу. Согласно археологическим данным, жители царства Ба занимались в первую очередь рыболовством и охотой, земледелие было на примитивном уровне, а ирригация не использовалась.

## Географическое положение
Исходная территория царства Ба располагалась в долине реки Ханьшуй с центром в городе Ичэн (совр. Эньши), однако экспансия царства Чу привела к тому, что царство Ба сместилась в сторону современного округа Чунцин и в Сычуаньскую котловину. По мере наступления царства Чу столица царства неоднократно переезжала. Согласно Хроникам Хуаян (Chronicles of Huayang) IV века, столицами были Пинду (Фэнду) (Фэнду), Чжи (Фулин), Цзянчжоу (Ючжун), Дяньцзян (Хэчуань), а последней столицей был город Ланчжун. В Период Сражающихся царств царство Ба граничило с царствами Шу, Чу и Цинь.

## История
Первые поселения в округе Фэнду были датированы 15000 лет назад. Период примерно с 5000 по 3000 годы до н. э. был связан с неолитической культурой Даси. К 2000 году до н. э. относят раскопки неолитических стоянок в округе Чжунсян.
Согласно исторической хронике Хоу Ханьшу (поздней династии Хань), основателем царства Ба был Линь-цзюнь (廪君). Тогда собралось пять кланов — Ба, Фань (樊), Шэнь (瞫),Сян (相) и Чжэн (鄭), которые устроили приношение духам и призракам, и в соревновании победил Усян, предводитель клана Ба, который и стал правителем, получив титул Линь-цзюнь.

Линь-цзюнь привёл народ в Ичэн в современной провинции Хубэй, где основал поселение. Первым центром царства Ба в Сычуани был Пэйлин, также Чжи, где располагались могилы ранних царей Ба. К царству Ба присоединились и другие племена — Пу (濮), Цзун (賨), Цзю (苴), Гун (龔), Ну (奴), Жан (獽), И (夷) и Дан (蜑), таким образом Ба превратилось в конфедерацию разнородных племён.
Племя Пу было распределено по большой территории от провинции Хэнань до Гуйчжоу, его называли также «сто пу» (百濮), Цзю расселялось на севере центральной Сычуани, Дань обитало на воде, а Жан обитало на юго-востоке и было знаменито скальными захоронениями.
Упоминания о царстве Ба имеются ещё на гадательных костях древней династии Шан c XIII века до н. э., когда шанский правитель готовил военный поход против Ба .
Возможно, царство Ба участвовало в свержении Шанской династии и установлении династии Чжоу во время Битвы при Муйе в 1046 до н. э. Тем не менее первое достаточно определённое упоминание о царстве Ба в текущих исторических документах относится только к 703 году до н. э.; летопись Цзочжуань говорит о совместной операции царства Ба и царства Чу против царства Дэн.
Отношения царств Ба и Чу были сложными. С одной стороны, Чу претендовало на территорию Ба, а с другой, царства связывали династийные браки. Кроме того, правители Чу нанимали солдат из царства Ба, которые однажды взбунтовались и заняли столицу царства Чу в 676/675 году до н. э.
В 316 году до н. э. царства Ба и Цзу в союзе с Цинь вторглись в царство Шу. Однако, сразу же после разгрома Шу циньцы обернулись против своих союзников и взяли в плен царя Ба и царство Ба было аннексировано Цинь. Но, в отличие от Шу, циньцы сохранили некоторые привилегии аристократии Ба и не стали организовывать широкомасштабное заселение циньцами территории Ба. Предположительно, это объясняется тем, что циньские правители желали использовать воинственных Ба в качестве барьера против экспансии царства Чу на запад, в направлении Сычуани.

## Культура царства Ба
В мифологии царства Ба высоко почитается тигр. Первый царь Линь-цзюнь после смерти превратился в белого тигра. Тигры встречаются в археологических находках. По археологическим данным можно предполагать наличие в царства Ба человеческих жертвоприношений,. Согласно летописи Хоу Ханьшу в царстве Ба для духа белого тигра совершались многочисленные человеческие жертвоприношения.
Воины Ба часто нанимались другими царствами, в частности, они помогли Лю Бану победить Сян Юя и установить династию Хань.
В могильниках Ба находили искривлённые клинки. Кроме того, для культуры царства Ба характерны гробы в форме лодок и особого типа бронзовые барабаны (錞于, chúnyú) с изображениями тигра. Использовались также бронзовые треножники Дин, украшенные письменами.
Музыка и танцы Ба сохраняли популярность многие сотни лет. Лю Бан, первый ханьский император, наслаждался военным танцем Ба Ю (巴渝, позднее Чжао У, 昭武). Танцевальные представления были популярны в танскую эпоху и были известны в Центральной Азии.
Система письма культуры Ба-Шу существовала отдельно от китайских иероглифов. Надписи на бронзовых сосудах до сих пор не расшифрованы. На оружии, застёжках и бронзовых сосудах в могильниках восточной Сычуани были надписи одним пиктографическим шрифтом. Другой шрифт был найден в западном и восточной Сычуани. Предполагается, что знаки были фонетическими, выделено сходство некоторых символов и более позднего письма И. Третий шрифт (также возможно фонетический) известен только по надписям на сосудах в могильнике Байхутань, Чэнду.
В астрономии царству Ба соответствует звезда Эпсилон Змеи (правая стена), китайская группа звёзд Небесный Базар